# Hotelaria
Hotelaria é uma faculdade das ciências humanas que abrange o âmbito das práticas e teorias acerca dos conhecimentos que tangem a administração de hotéis e eventos além de novos gêneros de hospedarias. Estando intimamente ligado com a faculdade de turismologia.

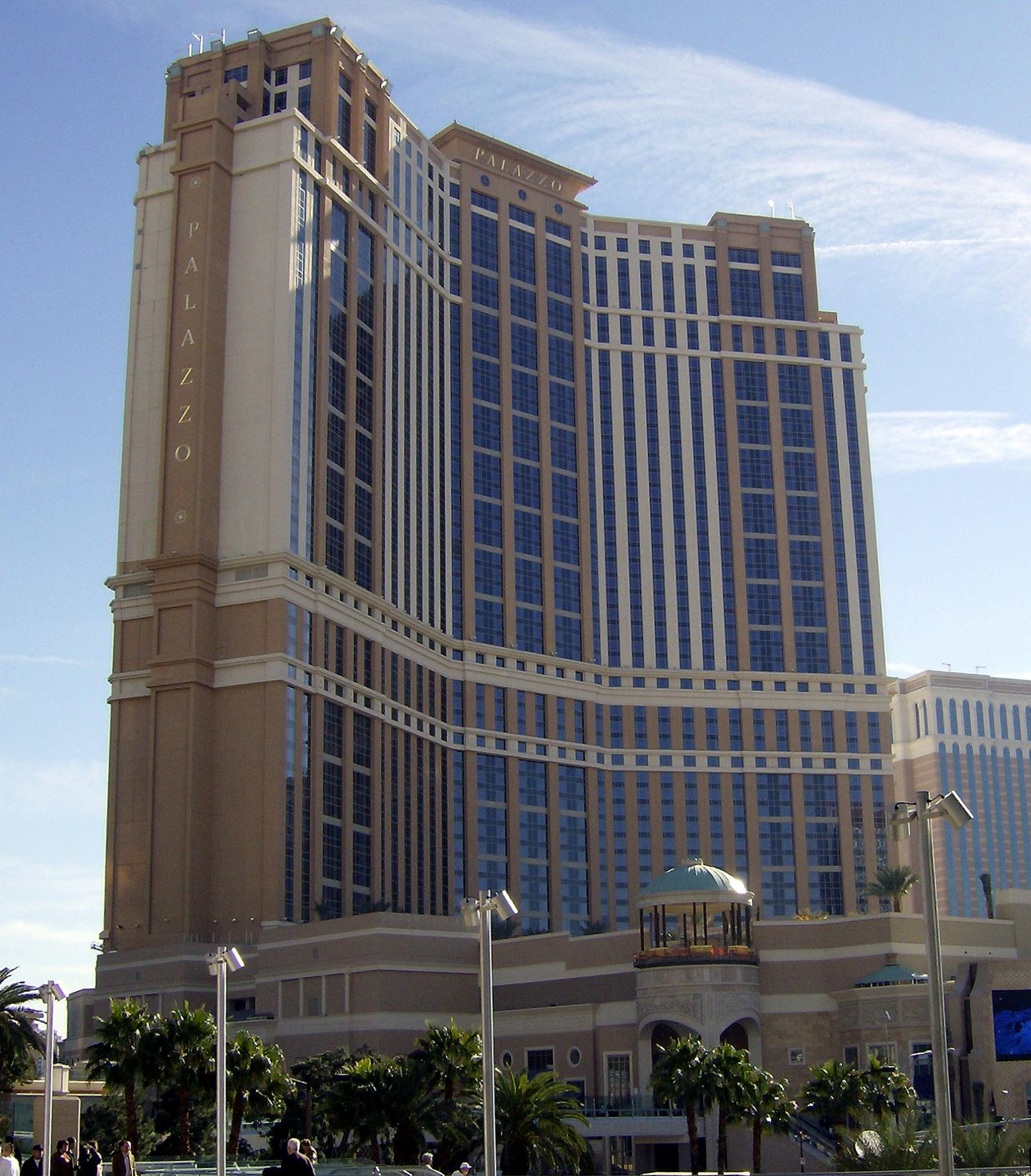
Palazzo Hotel, em Las Vegas, Estados Unidos.

A hotelaria tem como finalidade atuar nas áreas de hospedagem, alimentação, segurança, entretenimento e outras atividades relacionadas com o bem-estar dos hóspedes. A hotelaria também possui seu cunho administrativo e empreendedor.

## História
Para alguns especialistas, o marco inicial da hotelaria se deu na Grécia Antiga, quando durante a organização dos jogos Olímpicos, muitas pessoas de outras localidades viajavam até os locais em que se tomariam os eventos, e que normalmente duravam de 2 a 3 dias - o que foi de grande importância para o desenvolvimento do turismo mundial. O evento era tão importante que se paravam guerras para participação.
Para que haja hospedagem, precisa-se de deslocamento. Com base neste conceito, muitos autores, identificam o deslocamento dos Povos Romanos como marco para o deslocamento de hospedagem.
No século IV a.C. Roma governava a Itália Central, o que trouxe a necessidade de construir caminhos para que os homens transitassem, e para tanto o censor romano Ápio Cláudio construiu nesse século a via Ápia, que se constituiu no primeiro caminho romano.
Posteriormente, a rede de caminhos estendeu-se até o sul da Itália, de onde advém a frase "Todos os caminhos conduzem a Roma".
Esses deslocamentos humanos de seu ambiente de vida a outras terras implicavam na necessidade de alojar-se em algum lugar, e os Romanos geralmente se alojavam em casas particulares, em templos pagãos das cidades ou em acampamentos fora desta.
As redes foram com o tempo se alastrando por toda a península Itálica, ao final do século I a.C. já existiam 19 estradas que interligavam toda a península.
As estradas romanas foram o princípio da hospedagem com fins lucrativos ou de benefícios. Diferentemente das hospedagens das Olimpíadas, as pousadas romanas faziam parte do sistema econômico das cidades, gerando um comércio entre os viajantes e os moradores e até mesmo a troca de mercadorias entre cidades. Essa transformação ocorreu, principalmente, após o grande boom de meios de hospedagem nessas estradas. Como MASO (1974, p. 112) descreve:

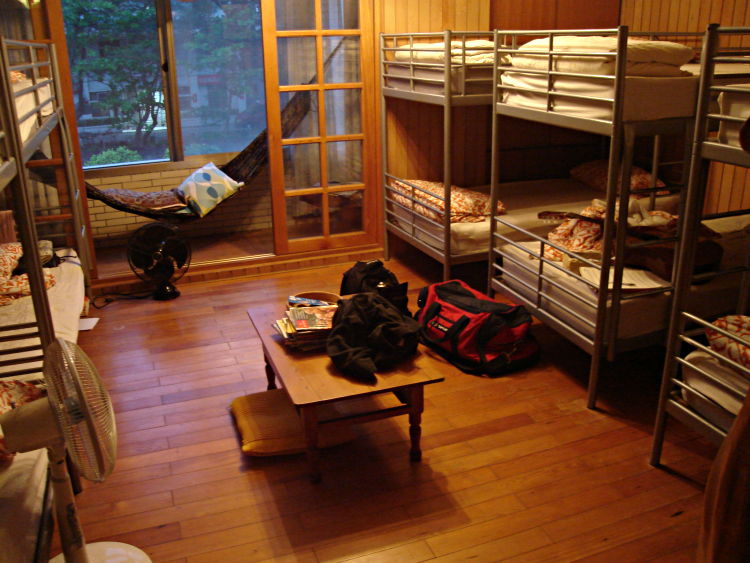
Dormitório de Hostel em Taiwan.

Conforme GONÇALVES; CAMPOS (1999), a organização era tanta nas estradas romanas que para se transitar por essa as pessoas deveriam possuir um documento, muito parecido com o passaporte, como já citado também por MASO (1974, p. 112):
Como naquela época os meios de transportes não percorriam mais do que 60 quilômetros diários, as viagens quase sempre duravam alguns dias. Disso resultou a criação das hospedarias que, em Roma, obedeciam a regras muito rígidas; por exemplo, um hoteleiro não poderia receber um hóspede que não tivesse uma carta assinada por uma autoridade, estivesse ele viajando a negócios ou a serviço do imperador. A famosa Via Appia, por exemplo, era um local repleto de pequenas pousadas, ao tempo do Império Romano e naqueles estabelecimentos ocorria toda a sorte de orgias, crimes e desordens.
No Brasil, a actividade hoteleira começou no período colonial, os viajantes hospedando-se nos casarões das cidades, nos conventos, nas grandes fazendas e, principalmente, nos ranchos à beira da estrada. A chegada da corte real portuguesa ao Rio de Janeiro em 1808 e, posteriormente, a abertura dos portos levaram a um aumento do fluxo de pessoas, fazendo com que casas de pensão, hospedarias e tavernas abrissem suas portas aos viajantes. No início do século XX, a escassez de hotéis levou o governador do Rio de Janeiro a criar o Decreto-Lei nº 1.100, de 23 de dezembro de 1907, que isentava de impostos municipais, por sete anos, os cinco primeiros hotéis que se instalassem na cidade. Em 1908, foi inaugurado o primeiro grande hotel na cidade: chamava-se O Avenida e possuía 220 apartamentos. Somente a partir da década de 30 do século XX, começaram a ser instalados os hotéis de grande porte. Sua ocupação era promovida pelos cassinos, que funcionavam nas mesmas instalações. Porém, com a proibição dos jogos de azar, em 1946, muitos hotéis fecharam suas portas.

## Cursos Nacionais
O curso da Universidade Federal do Maranhão é o primeiro Curso Superior de Hotelaria no Brasil. Em 30 de novembro de 1987, através da Resolução 46/87-CONSUN, foi criado o Curso de Hotelaria  Tecnólogo, da Universidade Federal do Maranhão, o qual, após consideração e análise do Conselho Federal de Educação (Parecer 533/92), foi reconhecido pelo Ministério de Educação e do Desporto (Portaria 183, de 9 de fevereiro de 1993). Em 2006 o curso viria a ser transformado em Curso de Bacharelado em Hotelaria, através da Resolução n° 473 de 2006 CONSEPE da UFMA, contando com 9 semestres letivos, um perfil multidisciplinar e voltado também para a pesquisa e extensão. Já no ano de 2019 o MEC avaliou o curso com nota 5 (nota máxima) 
Entre as diversas opções de cursos, tem-se o Curso Superior de Tecnologia em Hotelaria da Faculdade de Administração, Contabilidade e Economia da PUCRS, com duração de 2 anos e meio e aulas à noite, com ingresso no vestibular de verão. O curso visa à formação de profissionais para atuarem na gestão de empresas pertencentes ao segmento de Hotelaria e Hospitalidade, gerenciando e coordenando atividades como marketing, negociação, compras, reservas, recepção, hospedagem, alimentos e bebidas, eventos, bem como nos processos administrativos e financeiros necessários para o controle destas organizações.  
Na modalidade Ensino à Distância (EaD), há opção do curso de tecnologia em Hotelaria da Universidade de Uberaba, com pólos em várias cidades de todas as cinco regiões brasileiras. O curso é voltado ao mercado de trabalho do segmento de meios de hospedagem, tanto para cargos operacionais quanto para de gestão. O ensino à distância proporciona uma capacitação de qualidade para os que não têm tempo de frequentar a universidade presencialmente, ou não estão próximos às cidades que oferecem o curso.
O mercado de trabalho para o egresso destes cursos se apresenta atraente, uma vez que a demanda por profissionais que atuem com competência nesta área é intensa, não só pelo crescimento do setor de serviços na economia mundial, mas também pela proximidade da realização de grandes eventos globais no Brasil, como a Copa do Mundo em 2014 e as Olimpíadas em 2016.
O curso é subdividido em Bacharelado em Hotelaria, Administração Hoteleira ou Tecnologia em Hotelaria.

## Tipos de hospedaria
- Albergue
- Camping
- Hotel
- Hostel
- Motel
- Pousada
- Resort